# Emil Witting

Emil Witting (1920)

Emil Viktor Geysa Witting (geb. 4. April 1880 in Kronstadt; gest. 16. April 1952 in Hermannstadt) war ein deutschsprachiger Jäger, Förster und Schriftsteller siebenbürgisch-sächsischer Herkunft.

## Leben
Er besuchte das Johannes Honterus Lyzeum in Kronstadt. Nach seinem Abitur studierte er Forstwirtschaft an der Bergakademie Schemnitz. Nach Abschluss des Forstwirtschaftstudiums 1903 war er Forstingenieur und wurde zunächst in Kronstadt Forstpraktikant und später Forstadjunkt. 1908 wurde er dann Forstinspektor, später Oberförster der Siebenrichterwaldungen der sächsischen Universität in Hermannstadt.
Im Ersten Weltkrieg diente er im Deutschen Alpen-Korps in der 9. Armee Falkenhayn als Streifenkorps-Kommandant in seiner Heimat. Nach dem Kriege und nachdem er seine Stellung als Oberförster infolge der Verstaatlichung der Siebenrichterwaldungen verloren hatte, war er in der Holzwirtschaft seines Landes tätig.
Von 1920 datiert seine erste bekannte schriftstellerische Arbeit, ein Aufsatz in der Zeitschrift Ostland. 1927 erschien als sein erstes Buch Auf der Hochwildbahn im Karpathenurwalde. Von Januar 1929 bis Ende 1930 gab er in Hermannstadt die Jagdzeitschrift Karpathen-Weidwerk heraus, deren Erscheinen er wegen der Weltwirtschaftskrise, die auch Rumänien nicht verschonte, einstellen musste. In den dreißiger Jahren des 20. Jahrhunderts erscheinen viele seiner Jagdgeschichten und Jagdromane. Dazu gehören Fratae Nico-lae (1931), Der siebenbürgische Karpathenbär, Hirtenfeuer (1932); Der Fechter (1935), Lebensbild des Karpathenhirsches; Über Abgründen Lebensbild eines Gamsbockes.
Parallel zur Arbeit an diesen Werken schrieb er zahlreiche Beiträge in diversen Zeitschriften, u. a. in Klingsor, Karpathen-Weidwerk, Atlantis und seiner eigenen Zeitschrift. Er arbeitete an den Jagdzeitschriften Carpathians (1933–1947) und Revista Vânătorilor mit.
Seine Bücher erschienen in Rumänien, Deutschland und Österreich in vielen anderen Ländern.
1940 wurde ihm als besondere Ehrung eine lebenslange Pension aus der rumänischen Schriftstellerpensionskasse als repräsentativer Dichter der siebenbürgischen Volksgruppe verliehen.
Bis zum Ende des Zweiten Weltkriegs übte er intensiv das Weidwerk in Rumänien aus, auf der Leipziger Weltausstellung 1930 wurde eins seiner Rehbockgehörne als Weltrekord bewertet und bei der Internationalen Jagdausstellung in Berlin 1937, bei der er unter dem Pseudonym „Der Karpthenjäger“ ausstellte, errang er neun hohe Auszeichnungen.
Ein Teil seiner Jagdtrophäen ist in Hermannstadt im „Muzeul de Arme si Trofee de Vanatoare“, dem „Museum der Jagdwaffen und Jagdtrophāen“, einer Abteilung des Brukenthal-Museums, ausgestellt, das im Februar 2007 wiedereröffnet wurde.
Neben den Veröffentlichungen existiert eine große Anzahl unveröffentlichter Manuskripte. In allen seinen Schriften wird seine enge Verbindung zur Natur, zum Wild und zu den Menschen seiner Heimat, den Sachsen und Ungarn, den Rumänen und Roma deutlich, die er häufig auch in ihrer Muttersprache zu Wort kommen lässt.
Sein Bruder Otto Erich Witting (geb. 4. Februar 1889 in Brașov; gest. 9. September 1955 in Brașov) war ebenfalls Förster und Autor von 92 wissenschaftlichen Werken, darunter 15 Büchern, über Forstwirtschaft, Jagd und Fischzucht.
In der Zeitschrift „Carpathian“ Nr. 2 / 1933, unter der Rubrik „Bücher – Zeitschriften“ erschien folgende Rezession über Emil Witting, die sein Werk sehr gut beschreibt:

„Herr Forstinspektor Emil Witting nimmt einen führenden Platz ein, man könnte sagen, er nimmt den ersten Platz unter den neueren Schriftstellern ein, die in ihren Schriften unsere Karpaten, die Lebewesen – Menschen und Tiere –, die sie beherrschen, und die geheime Schönheit unserer Karpaten behandelt haben - Wälder der Jahrhunderte, die edle und schwierige Kunst der Gebirgsjagd. In kurzen Abständen wurden drei in deutscher Sprache verfasste Schriften von Herrn Witting dem jagd- und naturbegeisterten Publikum übergeben: „Auf der Hochwildbahn im Karpathenwalde“ , dann „Bruder Nikolaus“. " und "Hirtenfeuer" . Diese drei umfangreiche Bücher, sind wahre Perlen der Weltjagdliteratur.
Der erste Band enthält, mit viel Liebe zu den Karpaten und den jahrhundertealten Wäldern und mit einem unübertroffenen Wissen aus erster Hand, die vollständige Monographie der Jagdfauna unserer Berge. Es beschreibt mit erstaunlicher Fülle an Wissen und präzisen Beobachtungen die Lebensbedingungen, das Triebseelenleben, den Charakter der Wildnis und daneben ihre Jagd, mit verwobenen Szenen und Begebenheiten.
„Bruder Nicolae“ – mit diesem Titel und im Original – ist eine wunderbare und vollständige Biografie und Monographie des Karpatenbären. Die Tragödie seines tapferen Verteidigungskampfes gegen die oft trostlosen Wellen der Zivilisation, die gnadenlos und barbarisch angreifen die grüne Festung der Tannenwälder.
„Hirtenfeuer“ enthält die intuitivste Beschreibung des Lebens der Hirten (natürlich der Rumänen) aus den Südkarpaten (Sibiu – Sebeș – Jiu). Eine Beschreibung, vielleicht völlig frei von der oft unfreiwilligen Tendenz, Dinge zu verschönern, aber mit dem großen Wert der Realität und so schön. Meistergemälde von Landschaften und Menschen werden durch unschuldige Abenteuer jungfräulicher Liebe belebt. Das gesamte Buch ist von der Liebe zu den Lebewesen und Inhalten der rumänischen Karpaten durchdrungen und in den pessimistischen Ton der Erinnerungen an die vergangene patriarchale Ära gehüllt. Im Haupthelden dieses Romans spüren wir den Aufruhr in den Seiten von einer endlosen Traurigkeit eingedämmt.
Wir empfehlen allen, die die Berge, die Tiere und die Menschen in ihnen lieben, allen, die die Natur und die weiten Karpatenblicke lieben, wärmstens, diese wunderbaren Schriften unseres Landsmanns zu lesen. Sie werden Stunden unübertroffenen Vergnügens haben.“

## Werke
- Auf der Hochwildbahn im Karpathenurwalde Neudamm Neumann,  Melsungen 1928
- Frate Nicolae "Der siebenbürgische Karpathenbär : eine Lebensgeschichte" , Rütten & Loening, Potsdam 1931
- Hirtenfeuer "Ein Karpathenroman". Krafft & Drotleff, Hermannstadt 1932
- Der Fechter "Lebensbild eines Karpatenhirschs" Leykam, Graz 1951
- Über Abgründen "Lebensbild eines Gemsbocks" Leykam, Graz 1951